# Élections municipales de 2008 à Maricá
Les élections municipales de 2008 à Maricá ont eu lieu le 5 octobre 2008, élisant le maire, le vice-maire et les conseillers de la ville. Les maires élus ont pris leurs fonctions le 1er janvier 2009 et leur mandat a pris fin le 1er janvier 2013.
À l'issue du premier tour, grâce à sa large coalition regroupant de nombreux partis de la gauche, du centrão et de la droite, Washington Quaquá (PT) est élu maire avec 60% des suffrages exprimés.

## Contexte
Lors de l'élection de 2008, le maire sortant Ricardo Queiroz (PMDB) ne se représente pas à sa réélection. Tandis que Washington Quaquá se présente à nouveau, comme en 2002, ou il avait fini troisième, avec 12 736 des suffrages.
Cette fois-ci, notamment grâce à la dynamique du mandat du président Luiz Inácio Lula da Silva et les alliances conclues, avec une grande coalition, allant du centre-gauche jusqu'à la droite, en passant par le centrão.
Tandis que le Parti démocratique travailliste, du centre-gauche, allié national du deuxième gouvernement de Lula à l'époque, choisit de présenter une candidature autonome, soutenu également par certains partis du centrão et de centre-droit, comme le PMDB.
Deux autres partis de centre-droit à droite, le Parti social-chrétien et les Progressistes décident de ne pas soutenir le candidat Washington Quaquá et soutiennent la première candidature de Marcelo Delaroli.
Le parti de gauche radicale Parti socialisme et liberté, crée quelques années auparavant, présente également une candidature autonome et avec comme candidate Conceição Marques.

## Résultats

### Élection du Maire
| Tour unique              | Tour unique              | Tour unique              | Tour unique                     | Tour unique                                                                 | Tour unique | Tour unique |
| Candidat                 | Candidat                 | Candidat                 | Parti                           | Coalition                                                                   | Voix        | %           |
| ------------------------ | ------------------------ | ------------------------ | ------------------------------- | --------------------------------------------------------------------------- | ----------- | ----------- |
| Washington Quaquá        |                          |                          | Parti des travailleurs          | PSB - PCdoB - PPS - PSDB - PSL - PTB - PRP - PTdoB - PSC - PTN - PRTB - PRB | 36 133      | 62,60       |
| Carolino Santos          |                          |                          | Parti démocratique travailliste | PV - PMN - PHS - DEM - PMDB - PTC                                           | 13 895      | 24,07       |
| Marcelo Delaroli         |                          |                          | PSC                             | Progressistes                                                               | 7 040       | 12,20       |
| Conceição Marques        |                          |                          | PSOL                            | Aucune                                                                      | 657         | 1,14        |
|                          |                          |                          |                                 |                                                                             |             |             |
| Votes valides            | Votes valides            | Votes valides            | Votes valides                   | Votes valides                                                               | 57 725      | 92,86       |
| Votes blancs             | Votes blancs             | Votes blancs             | Votes blancs                    | Votes blancs                                                                | 1 520       | 2,45        |
| Votes nuls               | Votes nuls               | Votes nuls               | Votes nuls                      | Votes nuls                                                                  | 2 918       | 4,69        |
| Total                    | Total                    | Total                    | Total                           | Total                                                                       | 62 163      | 100         |
| Abstention               | Abstention               | Abstention               | Abstention                      | Abstention                                                                  | 11 225      | 15,30       |
| Inscrits / participation | Inscrits / participation | Inscrits / participation | Inscrits / participation        | Inscrits / participation                                                    | 73 388      | 84,70       |

#### Conseil municipal
|             |                                   |          |                                           |       |      |  |
| Tour unique |                                   |          |                                           |       |      |  |
| Classement  | Candidat                          | Candidat | Parti                                     | Voix  | %    |  |
| n°1         | Luciano Rangel Junior             |          | Parti socialiste brésilien                | 1 797 | 3,04 |  |
| n°2         | Fabiano Horta                     |          | Parti des travailleurs                    | 1 693 | 2,87 |  |
| n°3         | Ronny Pereira de Azevedo          |          | Parti des travailleurs                    | 1 692 | 2,87 |  |
| n°4         | Alberto Farias da Fonseca         |          | Parti de la social-démocratie brésilienne | 1 679 | 2,84 |  |
| n°5         | Helter Viana Ferreira de Almeida  |          | Parti des travailleurs                    | 1 658 | 2,81 |  |
| n°6         | Jorge Luiz Cordeiro da Costa      |          | Parti du mouvement démocratique brésilien | 1 541 | 2,61 |  |
| n°7         | Uilton Afonso Viana Filho         |          | Parti socialiste brésilien                | 1 511 | 2,56 |  |
| n°8         | Marcos Ribeiro Martins            |          | Parti des travailleurs                    | 1 506 | 2,55 |  |
| n°9         | Paulo Mauricio Duarte de Carvalho |          | Parti démocratique travailliste           | 1 372 | 2,32 |  |
| n°10        | Aldair Nunes Elias                |          | Parti populaire socialiste                | 1 089 | 1,84 |  |
| n°11        | Aldair Machado da Silva           |          | Parti social-chrétien                     | 994   | 1,68 |  |